# لاكشمي (فلم)
لاكشمي (بالإنجليزية: Laxmii) هو فيلم الهندي كوميدي رعب الفيلم من تأليف وإخراج راغافا لورينس في الأول له بوليوود الإخراجية. نسخة جديدة من فيلمه التاميل كانشانا لعام 2011، وهو من بطولة أكشاي كومار وكيارا أدفاني في الأدوار الرئيسية. عائشة رضا ميشرا، راجيش شارما، أشويني كالسيكار وشاراد كيلار لعب أدوار محورية. تدور أحداث الفيلم حول رجل يمسّك به شبح متحول جنسيًا.
كان لاكشمي أول فيلم هندي بميزانية كبيرة تم بثه رقميًا على هوتستار في 9 نوفمبر 2020 ولم يتم إصداره بشكل مسرحي في الهند بسبب وباء كوفيد-19 ، على الرغم من أنه تم طرحه في دور العرض في الإمارات العربية المتحدة وفيجي وأستراليا ونيو. زيلندا. تلقى مراجعات سلبية من النقاد والجمهور.

## القصة
محمد عاصف خان لا يؤمن بالأشباح. يعيش مع زوجته راشمي ونجل شقيقه الراحل شان. تمت دعوتهم إلى منزل والدي راتنا وساشين في الذكرى الخامسة والعشرين لزواجهما. والد راشمي لا يوافق على زواجهما لأن راشمي هربت مع عاصف دون إذن والديها، لكن والدتها كانت لطيفة معهم. عند وصوله، يواجه عاصف وأسرته حادثًا لكن لم يصب أحد بأذى. يلتقون شقيق راشمي ديباك وزوجته أشويني. يذهب عاصف وشان والأولاد إلى الساحة المسكونة للعب الكريكت. بينما كان عاصف يضع أعمدة الكركبت في الأرض، اصطدمت جذوعها بجثة مدفونة. وتنغرس الأعمدة بالجثة وبتلك الأثناء تهب عاصفة رعدية قوية وثم يذهب عاصف والاولاد لبيوتهم ويقوم عاصف بأنتزاع الاعمدة من الأرض دون الانتباة إلى الدم الذي بها ليرجع بعدها للبيت ويقوم بكسر جوزة الهند بعد ان طلبت منه ام زوجته ذلك لينتبهوا إلى الدم في العصا ثك يذهب عاصف ويغسلها فوق نبات الليمون ليسقط قطرات الدم عليه ويموت النبات.
لدى راتنا وأشويني وديباك تجارب خارقة للطبيعة. راتنا وأشويني يزوران كاهنًا؛ يخبرهم بثلاث طرق للتحقق من وجود الشبح. عندما تحدث الخطوات الثلاث التي ذكرها، فهذا يؤكد وجود روح في المنزل. آصف يصنع شاي الليمون من نفس النبتة التي تم غسل الدم عليها. عندما يشربه، يمتلكه الشبح ويبدأ في التصرف مثل المخنث. تواجهه الأسرة ويتضح أن هناك بالفعل ثلاثة أشباح ممسوسة به: امرأة متحولة جنسياً عنيفة، ومسلم يتحدث الهندية، وصبي معاق عقلياً. تستأجر عائلة عاصف طارد الأرواح الشريرة الذي يطرد الروح من جسده؛ شبح المرأة المحاصرة يكشف قصتها.
لاكشمان شارما الملقب لاكشمي هي امرأة متحولة جنسياً تبرأ منها والداها. تم توفير المأوى لها من قبل مسلم طيب اسمه عبدول، وله ابن معاق ذهنيًا. تأسف لعدم تمكنها من أن تصبح طبيبة، تتبنى فتاة أخرى متحولة جنسياً تدعى جيتا وتعمل بجد لدعمها ماليًا. عندما تغادر جيتا لدراسة الطب في الخارج، تشتري لاكشمي قطعة أرض مخصصة لبناء مستشفى للفقراء. تم الاستيلاء على ممتلكاتها بشكل غير قانوني من قبل مالا جرجا. تواجه لاكشمي بغضب جرجا بعد هجومها على بيته ومن ثم يقول لها أنه لم يكن يعلم أنها أرضها وثم يقوممون هو وزوجته بأحضار أوراق ملكية الأرض ويسقطونها على الأرض بالخطأ وثم يغدرون بلاكشمي ويقوم جرجا بقتلها وقتل عبدول وابنه. قبل أن تموت، تعهدت بقتل جرجا وزوجته وأتباعه. دفنت الجثث في أرض لاكشمي الخاصة.
بعد سماع قصتها، تأثر عاصف ويخاطر بنفسه من أجلها حيث يقمو بنزع التعدويذة التي أعطها له طارد الأرواح من يده، يسمح لها بامتلاكه مرة أخرى. ويكون تحت سيطرة لاكشمي، يواجه جرجا ويتصرف بشكل مخيف مع أتباعه. ليهرب جرجا في معبد آلهة لاكشمي، والتي لا تستطيع لاكشمي دخوله. لتخرج الروح من عاصف ليكون انسان طبيعي ويدخل للمعبد ويجعل جرجا يخرج وتقوم روح لاكشمي بأمتلاك عاصف مرة أخرى وتقوم بقتل لاكشمي وتنتقم منه. بعد بضعة أشهر، بنى عاصف مستشفى جيتا بناءً على رغبة لاكشمي. كما أنه يتحد مع رشمي وعائلتها. وليتبين أن لاكشمي موجود بشكل تكافلي في جسد عاصف لمساعدته عند الحاجة.

## طاقم التمثيل
- أكشاي كومار مثل آصف خان / لاكشمي [3][4]
- كيارا ادفاني بدور رشمي زوجة آصف
- شاراد كيلكار بدور لاكشمي شارما [5]
- راجيش شارما في دور ساتشين، والد راشمي
- عائشة رضا ميشرا في دور راتنا، والدة رشمي [6]
- مانو ريشي شادا بدور ديباك، شقيق رشمي
- أشويني كالسكار في دور أشويني، أخت زوجة رشمي
- تارون أرورا بدور MLA Girja [7]
- آريان بريت بدور الشاب لاكشمي شارما
- مسكان خوبشنداني بدور بالاك [8]
- براشي شاه بانديا كزوجة جرجا
- آدهافك مهاجانفي دور أنجاد، الأخ الأصغر لجيرجا
- فينيتا جوشي بدور أنجالي
- مير سروار بدور عبد الششا
- راجيش دوبي في دور بانديت جي

## الإنتاج
تم الإعلان عن الفيلم في النصف الثاني من شهر يناير 2019 من قبل مخرج نسخته الأصلية أي راجافا لورانس مع أكشاي كومار في دور قيادي. بدأ التصوير الرئيسي في 22 أبريل 2019. في يناير 2020، تم تصوير أغنية «برج خليفة» في دبي. انتهى التصوير في 1 مارس 2020.

## العرض الأول
كان من المقرر عرض فيلم لاكشمي في 22 مايو 2020،  ولكن تم تأجيله بسبب وباء COVID-19.
في 29 يونيو 2020، عقدت هوتستار وديزني + مؤتمرًا صحفيًا افتراضيًا حيث أعلن أكشاي كومار أن الفيلم سيصدر على هوتستار وديزني + حصريًا كجزء من مبادرة هوتستار وديزني + التي كانت نتيجة لإغلاق صالات السينما بسبب وباء COVID-19. ومع ذلك، فقد تقرر لاحقًا إطلاق الفيلم في البلدان التي أعيد فتح صالات السينما فيها مثل الإمارات العربية المتحدة وأستراليا ونيوزيلندا.
في 29 أكتوبر 2020، تم تغيير عنوان الفيلم بسبب إشعار قانوني تم إرساله إلى صانعي الأفلام نيابة عن شري راجبوت كارني سينا. وفقًا للإشعار، تم اعتبار عنوان الفيلم غير محترم للإلهة لاكشمي، مما يضر بمشاعر المجتمع الهندوسي. كما طالب الإشعار بتغيير عنوان الفيلم وقال إن العنوان الحالي يبعث برسالة خاطئة إلى المجتمع. في البداية كانت تحمل عنوان لاكشمي القنبلة ، وسيتم إطلاقها الآن باسم لاكشمي.
صدر الفيلم على مستوى العالم في 9 نوفمبر، بالقرب من ديوالي.

## التقييمات

### تقييمات الخاصة للفيلم
كتب أنوباما تشوبرا رئيس كتابة مروعة. رسالة التضمين نبيلة ولكن من الواضح أيضًا أنها احتيالية لأن الفيلم نفسه يتعارض معها. هناك الكثير من الصراخ الذي قد يسبب الصداع وربما أسوأ خطيئة - الشبح، قبل أن يدخل جسد آصف، هو في الأساس باروكة شعر مستعار مع مروحة خلفه. " 
وخلصت بالابي داي بيركاياستا من صحيفة تايمز أوف إنديا إلى الفيلم نجمتين من أصل خمسة، واصفة إياه بأنه «مزيد من الضوضاء وألعاب نارية أقل»، وخلصت إلى أن «لاكشمي ي تنطلق لتكون هجاءً ضد المعتقدات والتحيزات القديمة - لقد حصلنا عليها! - لكن تفاهة السرد وما يتبعها أختفاء الدروس التي أرادت أصلاً نقلها».

## موسيقى
قام بتأليف موسيقى الفيلم تانيشك باجشي، شاشي- دي جي خوشي، أنوب كومار وأولوماناتي بينما كانت كلمات الأغاني من تأليف فايبهاف شريفاستافا، فايو، غاغان أهوجا، فرهاد سامجي، أنوب كومار وأولوماناتي.
| #  | عنوان       | المدة |
| -- | ----------- | ----- |
| 1. | "برج خليفة" | 3:07  |
| 2. | "بام بهول"  | 3:40  |
| 3. | "ابدأ توقف" | 3:13  |

## روابط خارجية
- مقالات تستعمل روابط فنية بلا صلة مع ويكي بيانات